# Egyenlítői Magyar Afrika
Egyenlítői Magyar Afrika 1991-ben megjelent alternatív történelem műfajú könyv, írója Trenka Csaba Gábor. A Polygon Kiadó 1991-ben adta ki. 2010-ben az Agave Könyvek is kiadta, 2011-ben pedig e-könyvként is kiadták. A Napoleon Boulevard 1992-ben zenét készített a könyvhöz.
A könyv cselekményének főszereplője Lajtai Gábor, aki 1960 januárjában Hungarovillben született. A könyv az afrikai magyar gyarmatot mutatja be Lajtai Gáboron keresztül.